# 크벨둘프 뱔파손
울프 뱔파손(고대 노르드어: Ulf Bjalfason→뱔피의 아들 늑대)은 9세기 노르웨이의 유명 지주이자 헤르시르이다. 본명보다 크벨둘프(고대 노르드어: Kveldulf)라는 별명으로 더 잘 알려져 있는데, 이는 "저녁늑대"라는 뜻이다. 에길 스칼라그림손의 할아버지로 《에길의 사가》, 《식민의 서》 등의 문헌에 등장한다. 크벨둘프는 함람므 능력자, 곧 울프헤딘이었다고 한다.

## 가계
크벨둘프는 뱔피와 할베라 울프스도티르 사이에 태어났다. 어머니 할베라는 울프 인 오아르기의 딸이고 할뵤른 할프트롤의 누이였다. 크벨둘프는 할로갈란의 케틸 횡그스의 사촌이고, 그 외손자인 남달렌의 케틸 횡그스와도 피붙이이다. 크벨둘프는 바이킹 족장 베를레카리의 딸 살뵤르그 카라도티르와 결혼했으며, 곧 바이킹 에위빈드 람비와 시인 올비르 흐누파는 크벨둘프의 처남들이 된다.
크벨둘프와 살뵤르그 사이에는 토롤프와 그림의 두 형제가 태어났는데, 그림은 "대머리 그림"이라는 뜻의 스칼라그림이라는 이름으로 더 잘 알려지게 된다.

## 죽음
베스트폴의 왕 미발왕 하랄이 노르웨이를 통일하려고 했는데, 크벨둘프는 미발왕과 척을 졌지만 아그데르의 쿄트비 힌 아우드기 왕이 이끄는 반(反) 하랄 동맹에 들어오라는 권유도 거절했다. 크벨둘프의 아들 토롤프는 미발왕을 섬겼으며, 크벨둘프는 미발왕에게 충성을 맹세하지 않았지만 평화롭게 살 수 있었다.
나중에 토롤프가 모함을 받아 미발왕에게 죽자 크벨둘프는 슬픔에 빠져 몸져 누웠다. 토롤프의 죽음을 보상해 달라는 요구가 거절당하자 크벨둘프와 스칼라그림 부자는 토롤프를 모함한 자들을 죽여 복수하고 노르웨이를 떠나 아이슬란드로 도망갔다. 크벨둘프는 이미 노쇠한데다 베르세르크의 힘 때문에 탈진하여 아이슬란드로 가는 길에 죽었다. 스칼라그림은 크벨둘프의 관이 떠밀려 온 지점 근처의 보르그 아 뮈룸에 농장을 세우고 정착했다.

## 참고 자료
- Ellwood, T., trans. The Book of the Settlement of Iceland: Translated From The Original Icelandic of Ari the Learned. Kendal: T. Wilson, Printer and Publisher, 1898.
- Palsson, Hermann and Paul Edwards, trans. Egil's Saga. NY: Penguin, 1976.